# 31 de octubre
El 31 de octubre es el 304.º (tricentésimo cuarto) día del año —el 305.º (tricentésimo quinto) en los años bisiestos— en el calendario gregoriano. Quedan 61 días para finalizar el año.

## Acontecimientos
- 475: Rómulo Augústulo es proclamado emperador romano.
- 588: en Antioquía (Turquía) se registra un terremoto de magnitud 7,0 en la escala sismológica de Richter (I=9) que deja un saldo de 60 000 muertos.
- 683: durante el asedio de La Meca, la Kaaba se incendia y queda parcialmente destruida.
- 1512: en Roma se inauguran los frescos de la Capilla Sixtina del Palacio Apostólico, pintados por Miguel Ángel.
- 1517: en Wittenberg (Alemania), Martín Lutero clava las 95 tesis en la puerta de la iglesia de Todos los Santos, también llamada Schlosskirche, siendo el inicio de la Reforma protestante.
- 1541: en la Capilla Sixtina del Palacio Apostólico (en Roma), Miguel Ángel termina el mural El Juicio Final.
- 1615: en España, Miguel de Cervantes dedica al Conde de Lemos la segunda parte de El Quijote.
- 1662 (20/9/2 en el calendario Kambun):[1] en Hyūga (Prefectura de Miyazaki, Japón) se registra un terremoto de magnitud 7,6 en la escala sismológica de Richter y genera un tsunami. Deja un saldo de «muchos» muertos.
- 1714: en la abadía de Westminster, Jorge I es coronado rey de Gran Bretaña y de Irlanda.
- 1720: en Tainan, Taiwán y China se registra un terremoto de magnitud 6,8 en la escala sismológica de Richter (I=9), que deja un saldo de «muchos» muertos.
- 1790: en La Habana (Cuba) aparece el Papel Periódico de La Habana, primer periódico literario-económico publicado en la isla.
- 1798: John Dalton descubre la enfermedad de la vista llamada discromatopsia o ceguera de los colores, conocida vulgarmente como daltonismo.
- 1825: se promulga la primera constitución del Estado Interno de Occidente por parte del Primer Congreso Constituyente.
- 1850: en Madrid (España), la reina Isabel II inaugura en la Carrera de San Jerónimo la sesión inaugural de las Cortes Españolas en su nueva sede, el actual Congreso de los Diputados.
- 1861: en Londres (Inglaterra), representantes de España, Francia y Reino Unido firman la Convención de Londres como respuesta a la ley de suspensión de pagos de 1861 de México.
- 1863: la Guerra de las Tierras de Nueva Zelanda se reanuda cuando las fuerzas británicas en Nueva Zelanda dirigidas por el general Duncan Cameron comienzan su invasión de Waikato.
- 1864: Nevada es admitido como el estado número 36 de los Estados Unidos.
- 1873: en el mar Caribe, frente a Santiago de Cuba, el Gobierno español apresa al vapor estadounidense Virginius, que conducía una expedición de agentes independentistas cubanos.
- 1897: en La Habana (Cuba), Salvador Cisneros Betancourt entrega la presidencia de la República en Armas a Bartolomé Masó.
- 1900: en Quito (Ecuador), el presidente Eloy Alfaro decreta el Día del Escudo de ese país.
- 1904: en Reino Unido, John Ambrose Fleming, de la Universidad de Londres, da a conocer la radio de válvulas.
- 1917: se libra la Batalla de Beerseba, considerada la última carga de caballería exitosa de la historia.
- 1919: Hungría se separa de Austria, finalizando de esta manera el Imperio austrohúngaro.
- 1926: en Italia, Benito Mussolini sufre un atentado por un joven de 15 años llamado Anteo Zamboni, pero el joven muere después de ser linchado.
- 1940: termina la Batalla de Inglaterra con una victoria británica, previniendo una posible invasión alemana a las islas británicas.
- 1942: en Reino Unido, en el marco de la Segunda Guerra Mundial, un ataque aéreo alemán destruye el centro de la ciudad de Canterbury.
- 1943: en la Unión Soviética, en el marco de la Segunda Guerra Mundial, el Ejército Rojo lanza la Operación Kerch-Eltigen en Crimea.
- 1949: en Filipinas, un tifón causa 975 muertos y deja sin hogar a 20 000 personas.

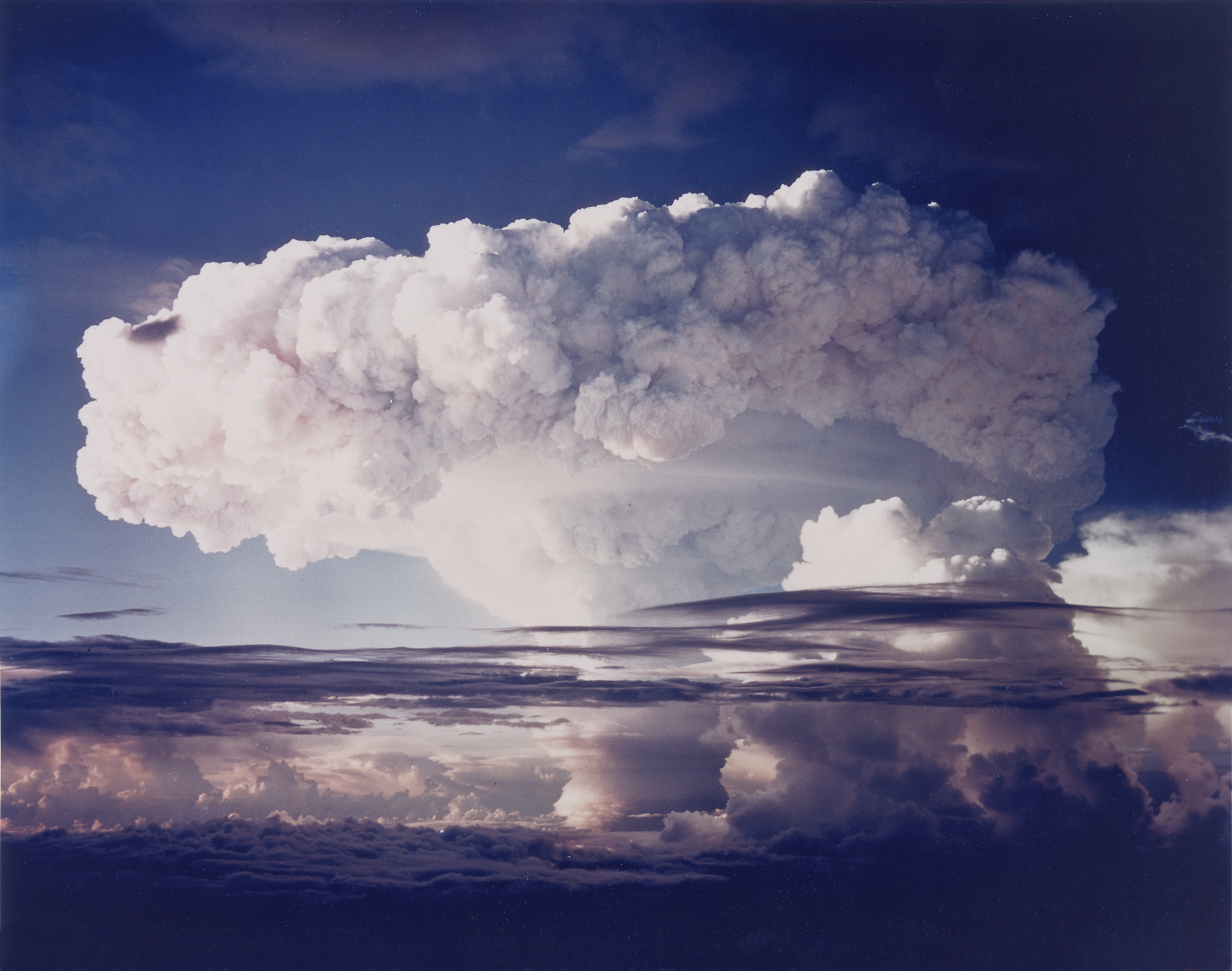
Hongo generado por Ivy Mike (la primera bomba de hidrógeno).

- 1950: En Puerto Rico continúan los combates entre tropas estadounidenses y nacionalistas puertorriqueños en el segundo día de la Revolución Nacionalista, la que se extenderá a los Estados Unidos el 1 de noviembre.
- 1952: a las 19:15 (hora mundial) ―o a las 7:15 del 1 de noviembre (hora local)―, en el atolón de Enewetak (Islas Marshall), Estados Unidos hace detonar a Ivy Mike (la primera bomba de hidrógeno).
- 1956: durante la Crisis del Suez, el Reino Unido y Francia comienzan a bombardear Egipto para forzar la reapertura del Canal de Suez.
- 1956: durante la Revolución húngara de 1956 se establece una sede revolucionaria en Hungría. Tras el anuncio de Imre Nagy del 30 de octubre, se reforman los partidos políticos no comunistas prohibidos y el MDP es reemplazado por el MSZMP. József Mindszenty sale de prisión. El Politburó soviético toma la decisión de intervenir en la insurrección.
- 1961: en la Unión Soviética, el cuerpo de Iósif Stalin es retirado del Mausoleo de Lenin, también conocido como la Tumba de Lenin.
- 1961: es arrojada desde el aire, en una prueba atmosférica a 2200 metros de altura, en el Área C, sobre el cabo Sukhoy Nos, del sitio de pruebas atómicas en el archipiélago de Nueva Zembla, Océano Ártico, al norte de Rusia, a las 08:29 (hora local), la Unión Soviética detona una bomba atómica de 5 megatones. Es la n.º 131 de las 981 que la Unión Soviética detonó entre 1949 y 1991, que medidas en kilotones representan el 54,9% del total de pruebas nucleares realizadas en el mundo.
- 1961: es arrojada desde el aire, en una prueba atmosférica a 1530 metros de altura, en el Área C, sobre el cabo Sukhoy Nos, del sitio de pruebas atómicas en el archipiélago de Nueva Zembla, Océano Ártico, al norte de Rusia, a las 08:38 (hora local), la Unión Soviética detona una bomba atómica de 400 kilotones. Es la n.º 132 de las 981 que la Unión Soviética detonó entre 1949 y 1991, que medidas en kilotones representan el 54,9% del total de pruebas nucleares realizadas en el mundo.
- 1964: en Bolivia se realiza el tercer y último día de huelga general nacional decretada por la COB (Central Obrera Boliviana) bajo la dirección del minero y exvicepresidente Juan Lechín Oquendo. Con una sangrienta represión, el Ejército impondrá el orden, y el vicepresidente René Barrientos derrocará al presidente Víctor Paz Estenssoro y se instalará en el poder.
- 1966: en Argentina, procedente de los Estados Unidos, aterriza en la V Brigada Aérea el primero (matrícula C-201), de los nuevos cazabombarderos Douglas A-4B Skyhawk, pilotado por el vicecomodoro Jorge Mones Ruiz. Esta aeronave, que posibilita el reabastecimiento en vuelo, potencia la capacidad operativa de la aviación de combate argentina.[2]
- 1969: en Venezuela, allanamiento de la Universidad Central de Venezuela mediante la Operación Canguro que motivo la suspensión de las actividades académicas hasta 1971.
- 1975: en Reino Unido, la banda de rock Queen, lanza el sencillo Bohemian Rhapsody.
- 1978: en España, las Cortes aprueban la Constitución de 1978.
- 1979: en la Ciudad de México sucede el accidente aéreo del vuelo 2605 de Western Airlines.
- 1989: en Turquía, Turgut Ozal asume la presidencia.
- 1984: en San Justo, Provincia de Buenos Aires, Argentina ocurre una de las tragedias ferroviarias más importantes del país al impactar un tren con un colectivo. Dejando un saldo de más de 50 muertos.
- 1984: la primera ministra india Indira Gandhi es asesinada por dos guardias de seguridad sij. Estallan disturbios en Nueva Delhi y otras ciudades y mueren alrededor de 3000 sijs.
- 1992: en la Ciudad del Vaticano, el papa Juan Pablo II reconoce que la Iglesia se equivocó al haber condenado a Galileo Galilei.
- 1994: en Indiana, el vuelo 4184 de American Eagle se estrella causando la muerte de 64 pasajeros y 4 tripulantes.
- 1996: en Zaire son asesinados cuatro religiosos de la Congregación de los Hermanos Maristas, debido a la guerra civil entre las etnias hutus y tutsis.
- 1999: el regatista Jesse Martin regresa a Melbourne después de 11 meses de circunnavegar el mundo, solo, sin escalas y sin ayuda.
- 1999: el vuelo 990 de Egyptair se estrella en el Océano Atlántico cerca de Nantucket, matando a las 217 personas a bordo.
- 2000: en Nueva York, la ONU adopta la Resolución 1325 del Consejo de Seguridad de las Naciones Unidas.
- 2000: lanzamiento del Soyuz TM-31, llevando a la primera tripulación residente a la Estación Espacial Internacional. La EEI ha estado tripulada continuamente desde entonces.
- 2002: en Madagascar ocurre la mayor goleada en la historia del fútbol; el club AS ADEMA hace 149 goles contra 0 del club SOE Antananarivo
- 2003: en Malasia, Mahathir Mohamad dimite como primer ministro de Malasia y es reemplazado por el vice primer ministro Abdullah Ahmad Badawi, lo que marca el final de los 22 años de Mahathir en el poder.
- 2004: en Uruguay, la izquierda (Frente Amplio) gana las elecciones nacionales por primera vez; Tabaré Vázquez es electo en la primera vuelta.
- 2008: en Paraguay se realiza la primera Teletón de la nueva etapa con su eslogan "Crecemos juntos".
- 2010: en Brasil se celebra la segunda vuelta electoral, en la que la candidata Dilma Rousseff es electa presidenta con más de 55 millones de votos.
- 2010: en Estados Unidos, la cadena AMC difunde el primer episodio de The Walking Dead
- 2011: según cálculos estadísticos aproximados, nace el habitante 7000 millones del planeta.[3]
- 2017: en Wittenberg (Alemania), se celebra el Quinto Centenario de la Reforma protestante.
- 2018: en México, se inicia el megacorte de agua del Sistema Cutzamala.
- 2018: en Pakistán, Asia Bibi es absuelta por el delito de blasfemia contra el Profeta Mahoma.
- 2018: en Guyarat, India, se inaugura la Estatua de la Unidad, en honor a Sardar Patel, de 182 m, la más alta del mundo
- 2018: es publicado el juego Deltarune.
- 2019: en Japón, el Castillo Shuri sufrió un incendio.
- 2019: la banda de rock estadounidense My Chemical Romance anuncia su regreso tras 6 años de separación.
- 2019: coincidiendo con el periodo de este día festivo, Nintendo, en asociación con Next Level Games, estrena Luigi's Mansion 3, un videojuego de plataformas para Nintendo Switch.

## Nacimientos
- 1291: Philippe de Vitrý, compositor francés (f. 1361).
- 1345: Fernando I, rey portugués (f. 1383).
- 1391: Eduardo I, rey portugués (f. 1438).
- 1424: Vladislao III Jagellón, rey polaco (f. 1444).
- 1618: Mariana de Jesús, santa ecuatoriana (f. 1645).
- 1620: John Evelyn, escritor y jardinero inglés (f. 1706).
- 1632: Johannes Vermeer, pintor neerlandés (f. 1675).
- 1705: Clemente XIV, papa italiano desde 1769 (f. 1774).
- 1711: Laura Bassi, científica italiana (f. 1778).
- 1748: José Iglesias de la Casa, poeta español (f. 1791).
- 1760: Hokusai, pintor e ilustrador japonés (f. 1849).
- 1768: María Isidra de Guzmán y de la Cerda, maestra española (f. 1803).
- 1790: Francisco Javier de Istúriz, político español (f. 1871).
- 1795: John Keats, poeta británico (f. 1821).

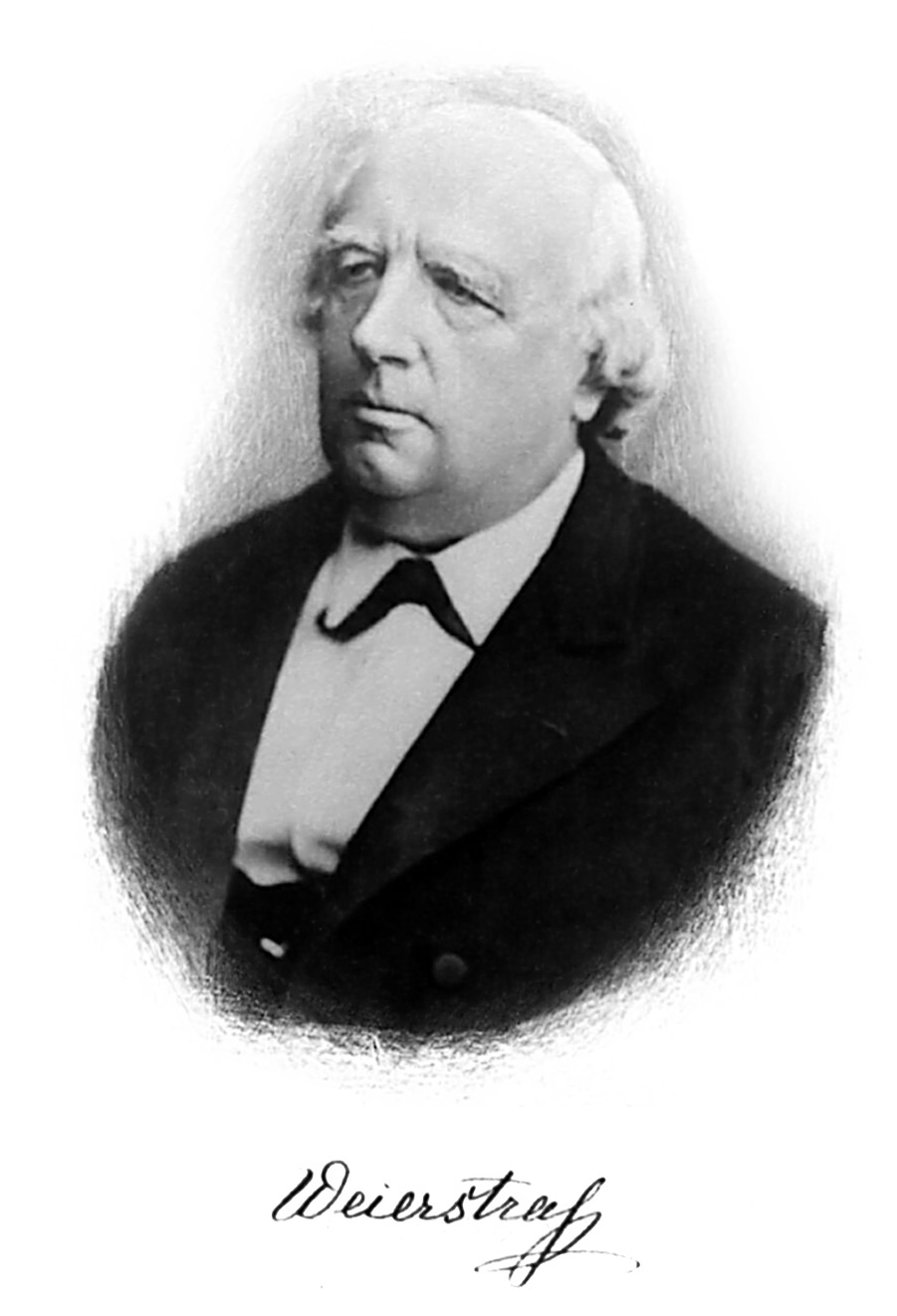
Karl Weierstrass.

- 1815: Karl Weierstrass, matemático alemán (f. 1897).
- 1827: Richard Morris Hunt, arquitecto estadounidense (f. 1895).
- 1828: Joseph Wilson Swan, inventor británico (f. 1914).
- 1835: Krisianis Barons, escritor y folclorista letón (f. 1923).
- 1835: Adolf von Baeyer, químico alemán, premio nobel de química en 1905 (f. 1917).
- 1838: Luis I, rey portugués (f. 1889).
- 1841: Lavinia Warren, actriz estadounidense de atracciones de feria (f. 1919).
- 1849: Marie Louise Andrews, escritora y periodista estadounidense (f. 1891).
- 1856: Carlos Antonio Mendoza, político panameño (f. 1916).
- 1864: Einar Benediktsson, poeta, abogado y empresario islandés (f. 1940).
- 1865: Wilfrid Voynich, bibliófilo lituano, descubridor del Manuscrito Voynich (f. 1930).
- 1883: Marie Laurencín, pintora y grabadora francesa (f. 1956).
- 1887: Chiang Kai-shek, militar y estadista chino (f. 1975).
- 1892: Alexander Alekhine, ajedrecista ruso (f. 1946).
- 1892: Enrique Claverol Estrada, Claverol, cantante asturiano de tonada que formó parte del grupo Los Cuatro Ases (f. 1950).
- 1895: Basil Liddell Hart, historiador militar británico (f. 1970).
- 1896: el Petiso Orejudo (Cayetano Godino), asesino en serie argentino (f. 1944).
- 1896: Ethel Waters, actriz y cantante afroestadounidense (f. 1977).
- 1902: Carlos Drummond de Andrade, poeta, escritor y periodista brasileño (f. 1987).
- 1902: Abraham Wald, matemático húngaro (f. 1950).
- 1903: María Teresa León, escritora española (f. 1988).
- 1906: José María Iribarren, abogado, periodista, lexicógrafo, paremiólogo y escritor español (f. 1971).
- 1910: Catrano Catrani, cineasta y productor ítaloargentino (f. 1974).
- 1910: Eduardo Ortiz de Landázuri, médico y catedrático español (f. 1985).
- 1911: Juan Manzano y Manzano, historiador español (f. 2004).
- 1912: Dale Evans (Lucille Wood Smith), actriz, escritora y cantautora estadounidense (f. 2001).
- 1912: Ollie Johnston, animador estadounidense (f. 2008).
- 1912: Antonio Vilar, actor portugués (f. 1995).
- 1913: Inés Gebhard, pianista, maestra y catedrática chilena (f. 2007).
- 1914: Robert Smylie, político estadounidense, gobernador de Idaho (f. 2004).
- 1916: Carlos Juan Bernadotte, príncipe sueco (f. 2012).
- 1920: Gunnar Gren, futbolista sueco (f. 1991).
- 1920: Helmut Newton, fotógrafo alemán (f. 2004).
- 1920: Fritz Walter, futbolista alemán (f. 2002).
- 1922: Barbara Bel Geddes, actriz estadounidense (f. 2005).
- 1922: Norodom Sihanouk, rey camboyano (f. 2012).
- 1922: Illinois Jacquet, saxofonista estadounidense (f. 2004).
- 1923: Arturo Alessandri Besa, político chileno.
- 1924: Cleo Moore, actriz estadounidense (f. 1973).
- 1924: Enrico Baj, artista italiano (f. 2003).
- 1925: John Pople, químico británico, premio nobel de química en 1998 (f. 2004).
- 1926: Alfonso Baella Tuesta, periodista, abogado y político (f. 2017).
- 1927: Lee Grant, actriz estadounidense.
- 1929: Bud Spencer, actor italiano (f. 2016).
- 1930: Michael Collins, astronauta y aviador estadounidense (f. 2021).
- 1932: Godofredo Garabito, escritor, académico y político español (f. 2012).
- 1935: Mohamed Hussein Tantawi, militar y político egipcio, presidente de Egipto entre 2011 y 2012 (f. 2021).
- 1935: Ronald Graham, matemático estadounidense (f. 2020).
- 1936: Michael Landon, actor y director estadounidense (f. 1991).
- 1937: Rodolfo Ranni, actor argentino.
- 1938: Jaime Arana Campero, revolucionario boliviano, miembro de la guerrilla del Che (f. 1967).
- 1939: Alejandro Gertz Manero, abogado y político mexicano.
- 1939: Ron Rifkin, actor estadounidense.
- 1940: Jorge Schussheim, cantautor, autor y humorista argentino (f. 2020).
- 1941: Derek Bell, piloto de automovilismo de resistencia británico.
- 1941: Abel Matutes, político español.
- 1941: Sally Kirkland, actriz estadounidense.
- 1942: David Ogden Stiers, actor estadounidense.
- 1945: Gustavo Álvarez Gardeazábal, escritor y político colombiano.
- 1945: Russ Ballard, músico británico.
- 1945: Berugo Carámbula, actor y comediante uruguayo (f. 2015).
- 1945: Brian Doyle-Murray, actor y comediante estadounidense, hermano del actor Bill Murray.
- 1946: Stephen Rea, actor irlandés.
- 1947: Carmen Alborch, política y escritora española.
- 1947: Frank Shorter, atleta estadounidense.
- 1947: Herman van Rompuy, político belga.
- 1948: Juan Carlos Pugliese, abogado argentino.
- 1949: Jaime Murrell, cantante y compositor de música cristiana panameño (f. 2021).
- 1949: Bob Siebenberg, músico estadounidense, de la banda Supertramp.
- 1950: John Candy, actor canadiense (f. 1994).
- 1950: Zaha Hadid, arquitecta iraquí (f. 2016).
- 1951: Luis Antonio de Villena, escritor español.
- 1952: Bernard Edwards, bajista estadounidense, de la banda Chic (f. 1996).
- 1953: John Lucas, exjugador y entrenador estadounidense de baloncesto.
- 1957: Jesús Caldera, político español.
- 1958: Eduardo Feinmann, periodista argentino.
- 1958: Jeannie Longo, ciclista francesa.
- 1959: Neal Stephenson, escritor de ciencia ficción estadounidense.
- 1960: Arnaud Desplechin, cineasta francés.
- 1960: Luis Fortuño, político puertorriqueño, gobernador de Puerto Rico entre 2009 y 2013.
- 1960: Rubén Moya, actor de doblaje, conferencista y docente mexicano (f. 2023).
- 1961: Alonzo Babers, atleta estadounidense.
- 1961: Peter Jackson, cineasta neozelandés.
- 1961: Larry Mullen Jr., baterista irlandés, de la banda U2.
- 1961: Sebastián Franquis, político español.
- 1963: Mikkey Dee, músico sueco, de la banda Motörhead.
- 1963: Dunga, futbolista brasileño.
- 1963: Johnny Marr, guitarrista y compositor británico, de la banda The Smiths.
- 1963: Fred McGriff, beisbolista estadounidense.
- 1963: Dermot Mulroney, actor estadounidense.
- 1963: Rob Schneider, actor y comediante estadounidense.
- 1964: Marco van Basten, futbolista neerlandés.
- 1964: Marty Wright, luchador profesional estadounidense.
- 1965: Julio César de Andrade Moura, futbolista brasileño.
- 1965: Ruud Hesp, futbolista neerlandés.
- 1965: William Villamizar Laguado, político colombiano.
- 1966: Adam Horovitz, músico estadounidense, de la banda Beastie Boys.
- 1966: Mike O'Malley, dramaturgo y actor estadounidense.
- 1967: Vanilla Ice, rapero estadounidense.
- 1968: Antonio Davis, baloncestista estadounidense.
- 1969: Kim Rossi Stuart, actor y cineasta italiano.
- 1970: Linn Berggren, cantante sueca, de la banda Ace of Base.
- 1971: Rafael Novoa, actor colombiano.
- 1971: Alphonso Ford, baloncestista estadounidense.
- 1971: Ian Walker, futbolista británico.
- 1972: Shaun Bartlett, futbolista sudafricano.
- 1972: Matt Dawson, rugbista británico.
- 1973: Beverly Lynne, actriz estadounidense.
- 1974: Cristian Zermatten, futbolista argentino.
- 1975: Fabio Celestini, futbolista suizo.
- 1976: Piper Perabo, actriz estadounidense.
- 1978: Martin Verkerk, tenista neerlandés.
- 1978: Marek Saganowski, futbolista polaco.
- 1979: Simão Sabrosa, futbolista portugués.
- 1980: Samaire Armstrong, actriz estadounidense.
- 1980: Andre Owens, baloncestista estadounidense.
- 1980: Massimo Gobbi, futbolista italiano.
- 1980: Eddie Kaye Thomas, actor estadounidense.
- 1981: Frank Iero, guitarrista estadounidense, de la banda My Chemical Romance.
- 1983: Jorge Miguel Dias Gonçalves, futbolista portugués.
- 1986: Elsad Zverotić, futbolista montenegrino.
- 1987: Xabier Etxeita, futbolista español.
- 1988: Ben Bruce, músico británico.
- 1989: Mirko Ivanovski, futbolista macedonio.
- 1990: J.I.D, rapero estadounidense.
- 1990: Emiliano Sala, futbolista argentino (f. 2019).
- 1991: Byeon Woo Seok, actor surcoreano.
- 1992: Vanessa Marano, actriz estadounidense.
- 1992: Grant Kekana, futbolista sudafricano.
- 1994: Sara Carnicelli, atleta italiana.
- 1995: Mateo Arias, actor estadounidense.
- 1996: Francisco Manenti, futbolista argentino.
- 1996: Milan Menten, ciclista belga.
- 1997: Itzan Escamilla, actor español.
- 1997: Marcus Rashford, futbolista británico.
- 1998: Patrik Trhac, tenista estadounidense.
- 2000: Alisa Ozhogina, nadadora olímpica española.
- 2000: Willow Smith, actriz, modelo y cantante estadounidense.
- 2001: Gidas Umbri, ciclista italiano.
- 2002: Ansu Fati, futbolista español.
- 2003: António Silva, futbolista portugués.
- 2005: Leonor de Borbón, princesa de Asturias, aristócrata española.

## Fallecimientos
- 1147: Robert de Gloucester, aristócrata inglés, hijo bastardo del rey Enrique I (n. 1090).
- 1214: Leonor Plantagenet, reina consorte de Castilla (n. 1160).
- 1326: Juan de Haro, aristócrata español (n. ¿?).
- 1448: Juan VIII, el Paleólogo, emperador bizantino (f. 1448).
- 1517: Fray Bartolomeo, pintor italiano (n. 1472).
- 1654: Francisco Correa de Arauxo, compositor y organista español (n. 1584).
- 1793: Jacques Pierre Brissot, escritor y dirigente político francés, personaje de la Revolución Francesa (n. 1754).
- 1793: Claude Fauchet, sacerdote revolucionario francés, personaje de la Revolución francesa (n. 1744).
- 1830: Pachi Gorriti (José Francisco Gorriti), militar argentino (n. 1780).
- 1833: Johann Friedrich Meckel, anatomista alemán (n. 1781).
- 1858: Karl Thomas Mozart, compositor de música clásica alemán (n. 1784).
- 1860: Thomas Cochrane, político y aventurero naval británico (n. 1775).
- 1867: William Parsons, aristócrata y astrónomo irlandés (n. 1800).
- 1892: Joseph Hooker, militar estadounidense (n. 1814).
- 1916: Charles Taze Russell, líder religioso estadounidense, fundador de los Testigos de Jehová (n. 1852).
- 1918: Egon Schiele, pintor austríaco (n. 1890).
- 1922: César Canevaro, militar y político peruano (n. 1846).
- 1925: José Ingenieros, médico, historiador, sociólogo, educador y escritor argentino (n. 1877).
- 1925: Max Linder, actor cómico francés (n. 1883).
- 1926: Charles Vance Millar, abogado canadiense (n. 1853).
- 1926: Harry Houdini, conocido como El gran Houdini, mago, escapista, ilusionista y caza-médiums.
- 1926: Anteo Zamboni, niño italiano anarquista que atentó contra Mussolini (n. 1911).
- 1928: José de la Caridad Méndez, El Diamante Negro, beisbolista cubano expatriado, que se destacó en las Ligas Negras de Estados Unidos (n. 1887).
- 1939: Otto Rank, psicoanalista austríaco (n. 1884).
- 1942: Elisar von Kupffer, escritor y artista estonio (n. 1872).
- 1943: Ramón de Cárdenas, abogado y dirigente deportivo español (n. 1884).
- 1943: Manuel Pérez Beato, bibliógrafo y médico cubano nacido en España (n. 1855).[4]
- 1943: Max Reinhardt, productor cinematográfico y director de teatro y cine estadounidense de origen austrohúngaro (n. 1873).
- 1945: Ignacio Zuloaga, pintor español (n. 1870).
- 1957: Lea Conti, actriz argentina (n. 1883).
- 1962: Gabrielle Renaudot, astrónoma francesa (n. 1877)
- 1963: Henry Daniell, actor británico (n. 1894).
- 1969: Carlos Arroyo del Río, político ecuatoriano (n. 1893).
- 1969: Lola Membrives, actriz argentina (n. 1888).
- 1970: Francisco Gómez de Llano, político español (n. 1896).
- 1973: Lucha Reyes, cantante peruana de valses criollos (n. 1936).
- 1975: Gabino Coria Peñaloza, poeta y escritor argentino, autor del tango Caminito (n. 1881).
- 1980: Edelmiro Farrell, militar y dictador argentino (n. 1887).
- 1983: Sharof Rashidov, político soviético (n. 1917).
- 1984: Eduardo De Filippo, actor italiano (n. 1900).
- 1984: Indira Gandhi, primera ministra y política india (n. 1917).
- 1987: Joseph Campbell, escritor estadounidense (n. 1904).
- 1993: Federico Fellini, cineasta italiano (n. 1920).
- 1993: River Phoenix, actor estadounidense (n. 1970).
- 1996: Marcel Carné, cineasta francés (n. 1906).
- 1999: Greg Moore, conductor canadiense de coches de carreras (n. 1975).
- 2000: Ring Lardner Jr., periodista y guionista estadounidense (n. 1915).
- 2002: Michail Stasinopulos, político griego (n. 1903).
- 2002: Raf Vallone, actor italiano (n. 1916).
- 2003: Kamato Hongo, supercentenaria japonesa. (n. 1887/1893)
- 2006: Pieter Willem Botha, expresidente sudafricano (n. 1916).
- 2007: Modest Cuixart, pintor español, fundador del grupo Dau al Set (n. 1925).
- 2007: Robert Goulet, cantante y actor estadounidense (n. 1933).
- 2009: Claude Lévi-Strauss, antropólogo, filósofo y lingüista belga-francés (n. 1908).
- 2009: Qian Xuesen, científico chino (n. 1911).
- 2010: Maurice Lucas, baloncestista estadounidense (n. 1952).
- 2011: Alberto Anchart, actor y comediante argentino (n. 1931).
- 2011: Florián Albert, futbolista y entrenador húngaro (n. 1941).
- 2012: Fernando Díaz-Plaja, periodista e historiador español (n. 1918).
- 2012: Mitch Lucker, cantante estadounidense (n. 1984).
- 2012: Gae Aulenti, arquitecta italiana (n. 1927).
- 2014: José Manuel Briceño Guerrero, filósofo, escritor y profesor universitario venezolano (n. 1929).
- 2014: Marina Cárdenas, cantante de boleros nicaragüense (n. 1946).
- 2015: Gregg Palmer, actor estadounidense (n. 1927).
- 2017: Mario Das Neves, político argentino (n.1951).
- 2018: Willie McCovey, beisbolista estadounidense (n. 1938).
- 2020: MF DOOM, músico británico (n. 1971).
- 2021: Catherine Tizard, política neozelandesa (n. 1931).
- 2023: Thomas K. Mattingly II, militar y astronauta estadounidense (n. 1929).

## Celebraciones
- Halloween.

- Día Mundial del Ahorro. Desde 1924 en Milán (Italia) cuando se celebró el Congreso Internacional del Ahorro.[5]

- Día Mundial de las Ciudades.[6]

- Día del Poeta Virtual. Celebración dedicada a todos los que escriben cada día sus pensamientos, ideas, emociones a través de internet.
El Día Mundial de la Poesía se celebra el 21 de marzo.

- Día Internacional del Arroz. Considerado el cereal más importante en la dieta alimenticia.[7]

Religiosas
- Día de la Reforma Protestante. En esta fecha de 1517, Martín Lutero clavó en la puerta de su iglesia en Alemania, una propuesta para debatir la doctrina existente. La Reforma separó a los protestantes de la Iglesia católica.

Compartidas
- Estados Unidos y  Reino Unido:
  - Día de Halloween.

 Por países
(Por orden alfabético)
- Alemania:
  - Día de la Reforma.

- Argentina:
  - Día de la Policía de San Luis.[8]

- Australia:
  - Día de la Independencia de Austria.

- Costa Rica:
  - Día de las Mascaradas.[9]

- Chile: 
  - Día Nacional de las Iglesias Evangélicas y Protestantes

- Estados Unidos:
  - Día de los Fundadores de las Girl Scouts (Chicas Exploradoras). Se celebra en el cumpleaños de la fundadora estadounidense de las Girl Scouts, Juliette Gordon Low.
(en inglés: Girl Scout Founder’s Day).
  - Día Nacional de la Manzana Acaramelada.
(en inglés: National Caramel Apple Day).
  - Día Nacional de la Magia.
(en inglés: National Magic Day).

- Ecuador:
  - Día del Escudo Nacional.[10]

- España:
  - Día de Recuerdo y Homenaje a todas las víctimas del golpe militar, la guerra y la Dictadura de Francisco Franco.[11]

- El Salvador:
  - Día del Sindicalista Salvadoreño.[12]

- India:
  - Día de la Unidad Nacional.

- México:
  - Día de los Muertos: Este día en recuerdo de las ánimas en el limbo, los niños que nunca nacieron o no fueron bautizados.
Desde el 27 de octubre comienzan las celebraciones por el Día de los muertos que se extienden durante 7 días, cada uno destinado a diferentes difuntos y culmina el día 2 de noviembre.

- Perú:
  - Día de la Canción Criolla.

### Santoral católico
- San Alonso Rodríguez.[13]
- San Ampliado, mártir.

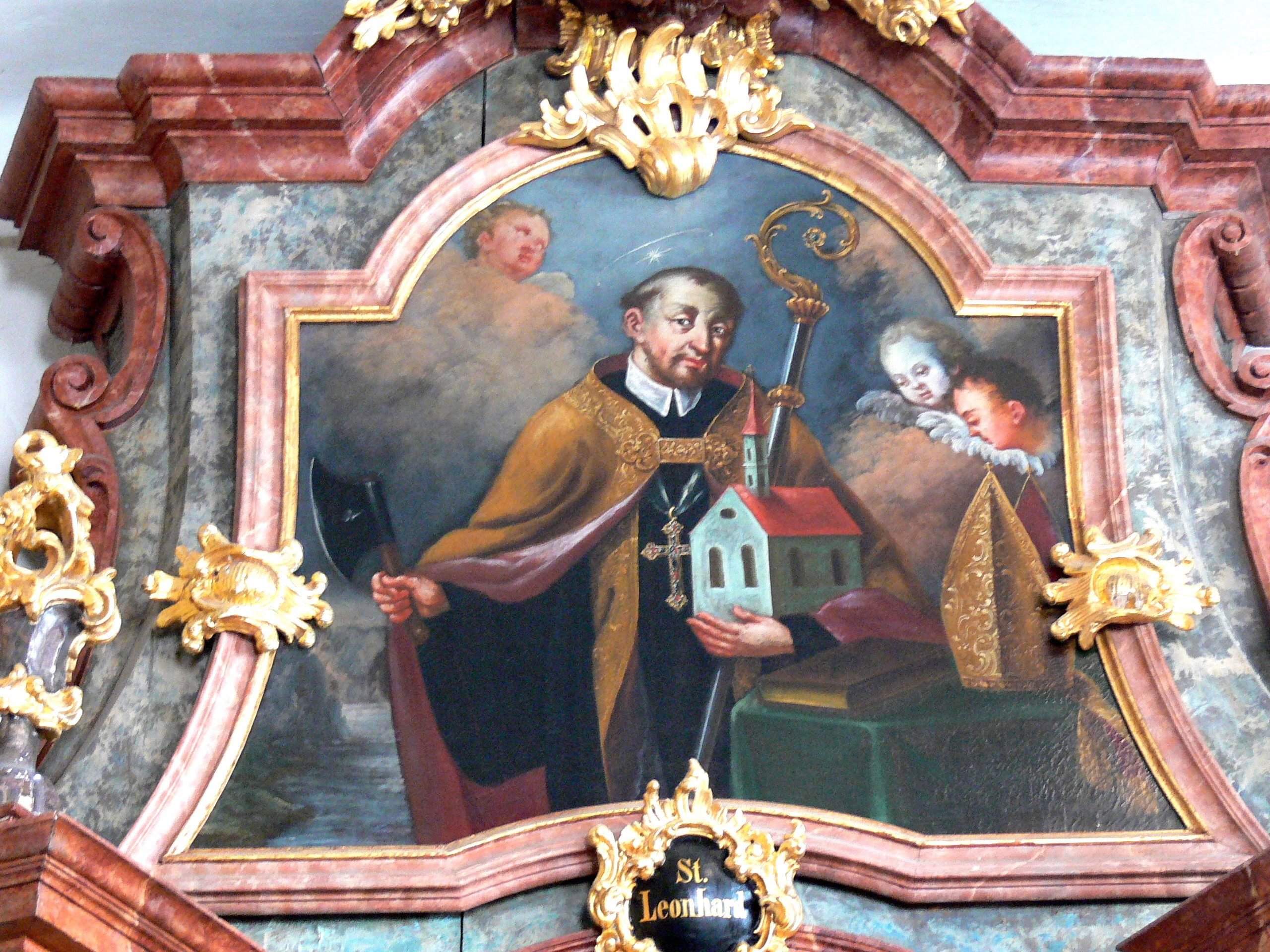
San Wolfgango de Ratisbona, pintura de 1664 (Kájov, Chequia, iglesia de la Asunción, en el retablo de San Leonardo).

- San Antonino de Milán, obispo italiano.
- San Epimáco.
- San Foilán de Fosses.
- San Quintín de Vermand.
- San Wolfgango de Ratisbona (imagen ilustrativa).
- Beato Cristóbal de Romagna.
- Beato Domingo Collins.
- Beato León Nowakowski.

## En la aviación
Curiosamente, el 31 de octubre es la fecha del año en la que han ocurrido más accidentes aéreos de gravedad.
Algunos casos son:
- Vuelo 2605 de Western Airlines.
- Vuelo 4184 de American Eagle.
- Vuelo 402 de TAM Linhas Aéreas.
- Vuelo 990 de Egyptair.
- Vuelo 006 de Singapore Airlines.
- Accidente aéreo de Virgin Galactic de 2014.
- Vuelo 9268 de Metrojet.